# Станкус Артур Альбертасович
Арту́р Альберта́сович Ста́нкус (1995—2024) — солдат Збройних сил України, учасник російсько-української війни, що відзначився у ході російського вторгнення в Україну. Герой України (посмертно).

## Життєпис
Під час російського вторгнення в Україну служив солдатом на посаді стрільця-помічника гранатометника у складі 77 окремої аеромобільної бригади Десантно-штурмових військ Збройних сил України.
У квітні 2024 року підрозділ під його командуванням відбивав штурми переважальних сил ворога на Луганщині. 26 квітня 2024 року під час бою зазнав важкого поранення, але далі виконував завдання, надавав допомогу іншим, прикривав відхід поранених. Сам утримував позицію, яку ворог не зміг взяти під контроль і просунутися далі. Після приходу підкріплення Артур Станкус керував евакуацією поранених,  загинув унаслідок обстрілу.
Прощання відбулось 10 травня 2024 в с. Дубіївка Черкаського району Черкаської області. Воїну було 29 років.

## Нагороди
- Звання «Герой України» з удостоєнням ордена «Золота Зірка» (30 вересня 2024, посмертно) — за особисту мужність і героїзм, виявлені у захисті державного суверенітету та територіальної цілісності України, самовіддане служіння Українському народові[4].